# Campeonato Paulista de Futebol de 1928 (APEA)
O Campeonato de Foot-Ball da Associação Paulista de Sports Athleticos de 1928 foi a 16.ª edição do campeonato organizado pela APEA, jogado pelos clubes paulistas filiados a esta associação. É reconhecido como legítima edição do Campeonato Paulista de Futebol pela FPF. O campeão foi o Corinthians.
O artilheiro foi Heitor da equipe do Palestra Itália com 16 gols.

## Classificação final
| Classificação - Final | Classificação - Final | Classificação - Final | Classificação - Final | Classificação - Final | Classificação - Final | Classificação - Final | Classificação - Final | Classificação - Final | Classificação - Final |
| Time | Time                  | PG                    | J                     | V                     | E                     | D                     | GP                    | GC                    | SG                    |
| --- | --------------------- | --------------------- | --------------------- | --------------------- | --------------------- | --------------------- | --------------------- | --------------------- | --------------------- |
| 1 | Corinthians           | 21                    | 12                    | 10                    | 1                     | 1                     | 41                    | 12                    | 29                    |
| 2 | Santos                | 19                    | 12                    | 9                     | 1                     | 2                     | 42                    | 12                    | 30                    |
| 3 | Palestra Itália       | 18                    | 12                    | 8                     | 2                     | 2                     | 45                    | 16                    | 19                    |
| 4 | Guarani               | 11                    | 12                    | 5                     | 1                     | 6                     | 28                    | 24                    | 4                     |
| 5 | Portuguesa            | 7                     | 12                    | 3                     | 1                     | 8                     | 12                    | 35                    | - 23                  |
| 6 | Ypiranga              | 5                     | 12                    | 2                     | 1                     | 9                     | 15                    | 47                    | - 32                  |
| 7 | Sírio                 | 3                     | 12                    | 1                     | 1                     | 10                    | 7                     | 44                    | - 37                  |
| 8 | Comercial             | -                     | -                     | -                     | -                     | -                     | -                     | -                     | -                     |
| PG - pontos ganhos; J - jogos; V - vitórias; E - empates; D - derrotas; GP - gols pró; GC - gols contra; SG - saldo de gols |                       |                       |                       |                       |                       |                       |                       |                       |                       |

| Campeão Paulista de 1928 |
| ------------------------ |
| CORINTHIANS (6º título)  |